# 马来西亚公务员退休基金局
马来西亚公务员退休基金局（简称KWAP）是负责管理马来西亚公务员退休金的法定机构。退休基金局是马来西亚政府退休基金的投资管理者，其基金用于资助政府的养老债务。该政府机构也负责向退休金领取者支付退休金的运作。退休基金局是马来西亚退休金制度的三家机构之一，其它两家为雇员公积金局和武装部队基金局。
退休基金局于2007年由《退休基金法令》创立，并取代退休信托基金（Kumpulan Wang Amanah Pencen）。 2015年，退休基金局受委任为政府支付退休金的代理者。
退休基金由联邦政府、法定机构及地方政府贡献。退休基金局投资小组制定退休基金的投资策略及资产分配。向退休金领取者支付退休金由该局的退休金服务部门负责，其部门位于赛城。
2018年8月，马来西亚公务员退休基金局（KWAP）与90 North Real Estate Partners合作，以3.98千万英镑购入英国两处学生宿舍物业。同年11月，KWAP推出“MyPesara”应用，提供退休人员财务与健康服务。